# Бабин, Михаил Иванович
Михаил Иванович Бабин — советский хозяйственный, государственный и политический деятель, Герой Социалистического Труда.

## Биография
Родился в 1918 году в селе Вотолино. Член КПСС с 1943 года.
С 1936 года — на хозяйственной, общественной и политической работе. В 1936—1988 гг. — учитель начальных классов в школах Ленинградской области, участник Великой Отечественной войны, на партийной работе в Чимкентской области Казахской ССР, первый секретарь Сайрамского райкома Компартии Казахстана, первый секретарь Чимкентского горкома КП Казахстана, председатель партийной комиссии Сайрамского района.
Указом Президиума Верховного Совета СССР от 10 декабря 1973 года присвоено звание Героя Социалистического Труда с вручением ордена Ленина и золотой медали «Серп и Молот».
Избирался депутатом Верховного Совета Казахской ССР.
Умер после 1992 года.